# 山咲みみ
山咲 みみ（やまさき みみ、1977年11月30日 - ）は、ストリップダンサー、アートパフォーマー。
東京都出身。新宿TSミュージック所属。血液型はA型。身長160cm,スリーサイズは B85・W59・H88。

## 略歴・人物
1999年7月にスカウトされた3日後にストリッパーとしてデビューする。
趣味は読書・カメラ・映画鑑賞・温泉・古い建物やレトロ喫茶店巡り・ディープな場所や怪しい路地裏を散歩すること。黒猫を飼っている。